# 이세돌
이세돌(李世乭, 1983년 3월 2일 ~ , 전라남도 신안군)은 대한민국의 전직 프로 바둑 기사이다. 대한민국의 전 프로 바둑 9단 선수이다. 2016년 2월 기준 국제대회 2위(18회)는 이창호(21회)에 이어 2위였다. 2016년 3월, 알파고 프로그램을 상대로 주목할만한 일련의 경기를 치렀고 이세돌은 1-4로 패했다.
2019년 11월 19일 이세돌은 인공지능(AI)의 지배력이 증가함에 따라 바둑 최고의 선수가 될 수 없다고 말하면서 프로 은퇴를 선언했다. 2024년 《뉴욕 타임스》 기사에서 이세돌은 "어떤 의미에서 AI에 졌다는 것은 내 세상 전체가 무너졌다는 것을 의미한다"고 말했다. 이어 그는 "더 이상 게임을 즐길 수 없어 은퇴하게 됐다"며 은퇴 이유에 대해서도 덧붙였다.

## 이름
이세돌(李世乭)의 ‘乭’(돌, 이름 돌) 자는 한국에서 만든 한자이기 때문에 같은 한자 문화권인 중국 대륙, 홍콩, 대만, 일본 등에서 표기하지 못하는 경우가 많다. 그래서 중국에서는 ‘乭’ 대신 ‘石’(석)으로 쓰는 경우도 있으며, 일본에서는 乭 부분만 음차하여 ドル (도루)[*]로 쓰기도 한다.

## 생애
아버지 이수오는 광주교육대학을 졸업한 후 목포에서 초등학교 교사로 10여 년간 아이들을 가르치다 비금도로 귀향해 농사를 지으면서 자식을 키웠다. 아마 5단의 실력을 가진 그는 자녀들에게 바둑을 가르치면서 시간을 많이 보냈다. 형 이상훈은 바둑기사로 활동하다 은퇴하였다.
이세돌은 조훈현, 이창호, 조혜연, 최철한에 이어 역대 최연소 5위(12세 4개월)로 입단하였고, 그 뒤로 2단이 되는 데에 3년이 걸렸다. 1999년에 3단이 된 뒤로 크게 활약하기 시작, 2000년에는 32연승을 거두며 최우수기사상을 수상했다. 특히 2002년에 3단으로서 제15회 후지쯔배 세계바둑선수권대회에서 우승하며 1992년 이창호가 동양증권배 우승 당시 세웠던 최저단(5단) 세계대회 제패 기록을 경신하기도 하였다. 한국기원이 2003년에 승단 규칙을 개정한 뒤, 유례가 없는 속도로 9단까지 승단하였다. 국제 기전에서 18회 우승하는 등, 21세기 초입부터 현재까지 전세계 최고 수준의 기사로 평가받고 있다.
이세돌이 어릴 때 성장한 곳이 비금도여서 어릴 때에는 각종 언론 매체에서 ‘비금도 소년’이라는 수식어를 붙여 주었다.
한때 프로기사회와 마찰이 발생하여, 2009년 6월 30일부터 2010년 12월 31일까지의 18개월 휴직계를 제출하였으나, 휴직 6개월여 만인 2010년 1월 11일 한국기원이 복직조건으로 내건 조건인 소속기사 내규의 준수, 중국리그 수입 일부를 기사회 기금으로 내는 문제의 수락, 공동저작물인 기보저작권의 사용 권한을 기사회에 위임하는 것 등에 대해 한국기원에 방문하여 자필 서명하면서 휴직을 끝냈다.
이세돌은 2016년 3월 9일부터 런던의 인공지능 회사 구글 딥마인드가 개발한 알파고(AlphaGo) 프로그램을 상대로 상금 백만 달러($1 million)의 5번기를 진행했다. 첫 번째와 두 번째, 세 번째 게임 모두 알파고에 불계패하면서 알파고의 승리로 판정났다. 네 번째 게임은 이세돌이 불계승하였다. 다섯 번째 게임은 알파고가 불계승하였다. 따라서 최종 스코어 알파고 4 대 이세돌 1로 마무리되었다.
또한 2019년 12월 18일에도 국내의 게임회사인 한게임이 개발한 한돌 프로그램을 상대로도 대국을 하였다. 첫 번째 게임에서 이세돌이 불계승하였지만 두 번째, 세 번째 게임 모두 한돌에 불계패하였다. 따라서 최종 스코어 한돌 2 대 이세돌 1로 마무리되었다. 이 대국 끝으로 이세돌은 바둑기사로서의 활동을 끝냈다.
이세돌은 2006년 김현진과 결혼하였으며, 딸 이혜림을 두고 있다.

## 국제 기전 성적
| 대회       | 1997 | 1998 | 1999 | 2000   | 2001 | 2002 | 2003 | 2004 | 2005 | 2006 | 2007   | 2008   | 2009   | 2010   | 2011 | 2012   | 2013   | 2014 | 2015   | 2016 | 2017   | 2018 | 2019 |
| ---------- | ---- | ---- | ---- | ------ | ---- | ---- | ---- | ---- | ---- | ---- | ------ | ------ | ------ | ------ | ---- | ------ | ------ | ---- | ------ | ---- | ------ | ---- | ---- |
| 잉씨배     | -    | -    | -    | ×      | -    | -    | -    | 24강 | -    | -    | -      | 4강    | -      | -      | -    | 16강   | -      | -    | -      | 4강  | -      | -    | -    |
| 후지쯔배   | ×    | ×    | ×    | ×      | 24강 | 우승 | 우승 | 16강 | 우승 | 4강  | 16강   | 8강    | 8강    | 준우승 | 8강  | 중지   | -      | -    | -      | -    | -      | -    | -    |
| 삼성화재배 | ×    | ×    | ×    | 16강   | 8강  | 32강 | 8강  | 우승 | 8강  | 16강 | 우승   | 우승   | ×      | 8강    | 16강 | 우승   | 준우승 | 8강  | 4강    | 4강  | 16강   | 32강 | ×    |
| LG배       | 24강 | 24강 | ×    | 준우승 | 4강  | 우승 | 8강  | 8강  | 4강  | 16강 | 우승   | 준우승 | 32강   | 32강   | 32강 | 16강   | 16강   | 32강 | x      | 32강 | 32강   | 32강 | x    |
| 춘란배     | -    | ×    | ×    | ×      | -    | 24강 | -    | 24강 | -    | 8강  | -      | 16강   | -      | 우승   | -    | 준우승 | -      | 16강 | -      | ×    | -      | 24강 | -    |
| 도요타배   | -    | -    | -    | -      | -    | 16강 | -    | 우승 | -    | 우승 | -      | 8강    | 중지   | -      | -    | -      | -      | -    | -      | -    | -      | -    | -    |
| BC카드배   | -    | -    | -    | -      | -    | -    | -    | -    | -    | -    | -      | -      | 4강    | 우승   | 우승 | 32강   | 중지   | -    | -      | -    | -      | -    | -    |
| 바이링배   | -    | -    | -    | -      | -    | -    | -    | -    | -    | -    | -      | -      | -      | -      | -    | 32강   | -      | 64강 | -      | ×    | -      | ×    | -    |
| 몽백합배   | -    | -    | -    | -      | -    | -    | -    | -    | -    | -    | -      | -      | -      | -      | -    | -      | 32강   | -    | 준우승 | -    | 16강   | -    | ×    |
| 신아오배   | -    | -    | -    | -      | -    | -    | -    | -    | -    | -    | -      | -      | -      | -      | -    | -      | -      | -    | -      | 32강 | -      | 중지 | -    |
| 천부배     | -    | -    | -    | -      | -    | -    | -    | -    | -    | -    | -      | -      | -      | -      | -    | -      | -      | -    | -      | -    | -      | ×    | -    |
| 중환배     | -    | -    | -    | -      | -    | -    | -    | -    | -    | ×    | 준우승 | -      | 16강   | 중지   | -    | -      | -      | -    | -      | -    | -      | -    | -    |
| TV아시아   | ×    | ×    | ×    | ×      | ×    | 4강  | ×    | ×    | ×    | ×    | 우승   | 우승   | 준우승 | ×      | ×    | ×      | 1회전  | 우승 | 우승   | 4강  | 준우승 | ×    | ×    |
| 농심배     | -    | -    | ×    | ×      | ×    | ×    | ×    | ×    | ×    | ×    | ×      | 2:0    | ×      | 2:1    | ×    | ×      | ×      | ×    | 3:1    | 0:1  | ×      | 0:1  | ×    |

## 저서
- 이세돌, 《이세돌 명국선》 (전3권). 파랑새미디어, 2010. ISBN 89-93693-24-2
- 이세돌, 《판을 엎어라》. 살림, 2012. ISBN 89-522-1634-2

## 방송
- 2003년 MBC 《일요일 일요일 밤에 - 브레인 서바이버》
- 2013년 KBS1 《한국 한국인》 665회
- 2019년 SBS 《이동욱은 토크가 하고 싶어서》 3회
- 2020년 SBS 《집사부일체》 110 ~ 111회
- 2020년 MBC 《황금어장 라디오스타》
- 2025년 Netflix 《데블스플랜 시즌2》
- 2025년 쿠팡플레이 《직장인들 시즌 2》

## CF
- 2016년 농심 신라면
- 2016년 유한양행 메가트루 포커스정

## 에피소드
- 이세돌의 목소리

이세돌은 13살 때 형과 함께 서울로 올라와 기원에 들어가 프로에 데뷔하게 됐는데 그 때 바둑으로 인한 스트레스와 타지 생활로 인한 스트레스가 겹쳐 스트레스성 기관지염으로 인한 실어증이 왔다. 이세돌은 신경이 마비된 것인데 어린 나이에 그 사실을 몰랐다. 부모님은 신안에 계시고, 보호자로 같이 온 형은 때마침 입대하여 치료도 받지 못하였다. 그래서 그 때 지금의 목소리로 변하게 된 것이다.